# 극비수사
극비수사(The Classified File)는 2015년 6월 18일에 개봉한 대한민국의 범죄 수사 영화이다. 곽경택 감독의 연출 작품으로 김윤석과 유해진이 주연했다. 네이버 영화 기준 관람객 8.35, 기자-평론가 7.16, 네티즌 8.09점을 받았다. 286만 786명의 관객을 동원했으며, 15세 관람가 등급이다.
이 영화는 1978년 9월, 부산에서 실제 발생했던 정효주양 유괴 사건을 바탕으로 하여 제작되었다. 하교 중이던 초등학생이 차량으로 납치되었고, 수사가 진행되면서 목격자가 범죄에 이용된 차량 번호를 최면술사의 도움을 통해 기억해냄으로써 최면술이 본격적으로 실제 수사에 이용되기도 했다.
실제 사건의 담당 형사였던 공길용(당시 경사)에게 범인 매석환은 검거되었고, 납치되었던 정효주 양은 사건 발생 33일만에 가족에게 돌아왔다. 그러나 1차 범행 발생 7개월 만인 1979년 4월에 효주 양은 재차 납치되는 불행을 겪었다. 두 번씩이나 납치 사건이 발생했다는 소식이 뉴스를 통해 전해지자 전 국민의 관심이 집중되었고 대통령 특별담화가 발표되기도 했다. 이로 인해 정효주 양은 귀가할 수 있었고 범인 이원석도 훗날 검거되었다.

## 줄거리
1978년 부산 최고의 현금부자 성회장의 외동딸 성은주는 그날도 친구 민혜와 학교를 마치고 집으로 돌아가려고 하는 길이었는데 한 남자가 두 아이에게 길을 물어보며 다가왔다. 그날저녁, 은주네 집은 아이가 돌아오지 않는 바람에 발칵 뒤집힌다. 단번에 유괴임을 직감한 은주 부모는 비밀리에 형사를 불렀고 형사는 재산을 노린 계획적인 범행으로 보고 성회장 일가와 인맥이 있는 사람들을 모조리 밀착감시하기 시작하지만 아이가 없어진지 열흘이 되도록 범인은 전혀 연락을 해오지 않았다. 결국 불안감을 감추지 못한 은주의 엄마는 시누이(은주 고모)와 함께 점집을 찾아다니기 시작했는데 그것도 가는 곳마다 이미 아이가 죽어버렸다는 대답만 돌아오기 일쑤. 하지만 딱 한사람. 김중산 도사만은 아이가 아직 살아있고 15일 뒤 범인으로부터 연락이 올거라는 말을 한다.
한편, 경찰 역시 신속한 사건해결을 위해 이전부터 여러 가지 공로를 많이 세운 공길용 형사를 투입시킨다. 하지만 길용은 아이가 잘못되면 독박쓸것이 두려워 관할이 달라 수사권한이 없다는 핑계로 사건을 거부했지만 시위현장 뛰어다닐 시간은 있고 자식같은 아이찾아줄 시간은 없냐는 아내의 타박에 결국 아이 부모를 만난다. 그는 무작정 주위사람의 계획적인 범행으로 추리하는 다른 형사들과는 확연히 달랐다. 표준말을 쓰는것으로 보아 부산사람이 아니라는 점, 동네 지리를 몰라서 아이들이 가르쳐주는대로 움직였다는 점, 차로 집에 데려다주겠다며 아이들을 차에 태웠다는 점(은주는 자가용으로 등교)을 미루어 보아 처음부터 은주를 노리고 계획한 범인이 아니라 우발적인 범행이라고 단정지은 것이다.
그리고 아이를 찾아달라고 애원하는 은주 부모의 성화를 뿌리치지 못한 길용은 특단의 방법을 생각해낸다. 경찰서에서 대놓고 수사를 했다간 범인도 낌새를 눈치채고 아이를 해칠지도 모르기 때문에 전혀 경찰서하고는 전혀 거리가 먼 엉뚱한 곳에 수사본부를 차리는 일명 극비수사를 해야만 아이가 무사히 살아돌아온다는 것. 그리고 사건을 맡게 된 길용또한 이 일로 알게 된 김중산과 힘을 합해 아이가 있을만한 곳을 찾아다니기 시작한다. 하지만 이렇게까지 했음에도 불구하고 범인에 대한 단서는 코빼기도 보이지 않았고 지쳐버린 경찰들은 자기들 멋대로 아이가 죽었다고 단정짓곤 아이의 안위보다 범인찾기를 우선적으로 한다. 이같은 막장행각을 본 길용은 서서히 눈이 뒤집힌다.

## 캐스팅
- 김윤석 : 공길용 역
- 유해진 : 김중산/김금태 역
- 송영창 : 은주 아빠 역
- 이정은 : 은주 엄마 역
- 장영남 : 은주 고모 역
- 장명갑 : 유상순 역
- 정호빈 : 서정학 역
- 진선미 : 김중산 아내 역
- 이윤희 : 수사과장 역
- 남문철 : 경찰국장 역
- 이준혁 : 매석환 역
- 윤진하 : 천 기사 역
- 이호철 : 배철호 역
- 장지건 : 조 형사 역
- 현봉식 : 유상기 역
- 천명재 : 최칠성 역
- 조지환 : 중부형사 1 역
- 황성준 : 중부형사 2 역
- 김원진 : 중부형사 3 역
- 최원 : 중부형사 4 역
- 김태훈 : 중부형사 5 역
- 김태환 : 중부형사 6 역
- 김란흔 : 서울형사 1 역
- 주영호 : 서울형사 2 역
- 김동혁 : 서울형사 3 역
- 윤동주 : 서울형사 4 역
- 민상우 : 서울형사 5 역
- 신영진 : 서울형사 6 역
- 이인규 : 서울형사 7 역
- 김성래 : 서울형사 8 역
- 홍환표 : 서울형사 9 역
- 이종일 : 서울형사 10 역
- 김준형 : 사진여경 역
- 방희재 : 제복여경 1 역
- 최지원 : 제복여경 2 역
- 황채원 : 은주 역
- 이효제 : 공성한 역
- 정현정 : 민혜 역
- 장시우 : 공길용 둘째아들 역
- 정민찬 : 공길용 셋째아들 역
- 장다윤 : 공길용 막내딸 역
- 신유나 : 김중산 첫째딸 역
- 김은령 : 김중산 둘째딸 역
- 신예나 : 김중산 막내딸 역
- 유순웅 : 서울아파트 경비 역
- 홍명기 : 철가방 역
- 정기용 : 최면사 역
- 신유경 : 애기무당 역
- 곽정택 : 이비인후과의사 역
- 홍지영 : 다방레지 역
- 오태은 : 뽀삐 아줌마 역
- 박시언 : 창건 역
- 손성호 : 선장 역
- 백남준 : 선원 1 역
- 박흥주 : 선원 2 역
- 유주영 : 레코드방 주인  역
- 엄옥란 : 약사 역
- 오송희 : 버스안내양 역
- 김곽경희 : 이비인후과 보호자 역
- 이현성 : 이비인후과 환자 역
- 금동현 : 영감 역
- 양중경 : 의원비서 역
- 김기찬 : 정육점 주인 역
- 문선영 : 사이다 광고모델 역
- 전백현 : 인쇄소 사장 역
- 이소영 : 담임선생님 역
- 김숙희 : 담임선생님 역
- 장성훈 : KBS 콧수염남 역
- 이석현 : 인기가수 역
- 서임철 : 이발사 역
- 김승영 : 고물상 역
- 제명희 : 중산집 손님들 역
- 류문선 : 중산집 손님들 역
- 정미경 : 중산집 손님들 역
- 옥주리 : 중산집 손님들 역
- 이진선 : 중산집 손님들 역
- 정미숙 : 광주리 보살 역
- 서동낙 : 신문배달부 역
- 강정연 : 동요대회 사회자 역
- 곽인준 : 뽀삐남 역 (특별출연)
- 이재용 : 백제훈 역 (특별출연)
- 박효주 : 공길용 아내 역 (특별출연)

## 수상 내역
- 24회 부일영화상(최우수 감독상)